# Paloma San Basilio
 (janvier 2022).
La mise en forme du texte ne suit pas les recommandations de Wikipédia : il faut le « wikifier ».
Les points d'amélioration suivants sont les cas les plus fréquents :
- Les titres sont pré-formatés par le logiciel. Ils ne sont ni en capitales, ni en gras.
- Le texte ne doit pas être écrit en capitales (les noms de famille non plus), ni en gras, ni en italique, ni en « petit »…
- Le gras n'est utilisé que pour surligner le titre de l'article dans l'introduction, une seule fois.
- L'italique est rarement utilisé : mots en langue étrangère, titres d'œuvres, noms de bateaux, etc.
- Les citations ne sont pas en italique mais en corps de texte normal. Elles sont entourées par des guillemets français : « et ».
- Les listes à puces sont à éviter, des paragraphes rédigés étant largement préférés. Les tableaux sont à réserver à la présentation de données structurées (résultats, etc.).
- Les appels de note de bas de page (petits chiffres en exposant, introduits par l'outil «  Source ») sont à placer entre la fin de phrase et le point final[comme ça].
- Les liens internes (vers d'autres articles de Wikipédia) sont à choisir avec parcimonie. Créez des liens vers des articles approfondissant le sujet. Les termes génériques sans rapport avec le sujet sont à éviter, ainsi que les répétitions de liens vers un même terme.
- Les liens externes sont à placer uniquement dans une section « Liens externes », à la fin de l'article. Ces liens sont à choisir avec parcimonie suivant les règles définies. Si un lien sert de source à l'article, son insertion dans le texte est à faire par les notes de bas de page.
- La présentation des références doit suivre les conventions bibliographiques. Il est recommandé d'utiliser les modèles {{Ouvrage}}, {{Chapitre}}, {{Article}}, {{Lien web}} et/ou {{Bibliographie}}. Le mode d'édition visuel peut mettre en forme automatiquement les références.
- Insérer une infobox (cadre d'informations à droite) n'est pas obligatoire pour parachever la mise en page.

Pour une aide détaillée, merci de consulter Aide:Wikification.
Si vous pensez que ces points ont été résolus, vous pouvez retirer ce bandeau et améliorer la mise en forme d'un autre article.
 (janvier 2022).
Paloma Cecilia San Basilio Martinez (née le 22 novembre 1950), connue sous le nom de Paloma San Basilio, est une chanteuse, compositrice, productrice et actrice espagnole. Elle a reçu le Prix Latin Grammy Lifetime Achievement Award (en) pour sa contribution à la musique latine.
Elle a vendu plusieurs millions de disques tout au long de sa carrière avec des styles différents allant de la musique mélodique à la pop. Elle a souvent fait son apparition dans diverses comédies musicales comme, à Madrid, Evita, la première production d'Andrew Lloyd Webber. Parmi d'autres œuvres de théâtre musical, elle a participé à Man of La Mancha, My Fair Lady, Victor/Victoria et Sunset Boulevard.
Elle a annoncé sa retraite en 2013, durant sa tournée en Europe et en Amérique. Actuellement[Quand ?], elle est en tournée symphonique en Colombie, où elle s'arrêtera en Arménie, à Cali, à Bucaramanga, à Pereira, à Bogota, à Medellin et à Manizales pour l'un des derniers projets musicaux de sa vie artistique.

## Carrière
Paloma San Basilio est née à Madrid, a passé son enfance à Séville et son adolescence à Lugo. Elle a passé quelques années à étudier la philosophie, les lettres et la psychologie à l'Université Complutense à Madrid avant de commencer sa carrière artistique en 1975.

## Ses toutes premières années
Durant la première partie des années 1970, elle a animé l'émission télévisée Siempre en domingo (es) et a joué en tant qu'actrice dans un spectacle de zarzuela appelé Divertido siglo. En 1975, elle a enregistré son premier album Sombras, succès international comprenant ses propres chansons ainsi que des classiques comme The Way We Were, The Long and Winding Road ou encore Feelings. Son album suivant Dónde vas (1977) comprenait des morceaux plus dynamiques mais aussi des ballades, composés par Bebu Silvetti, qui ont donné leur nom au disque. Par ailleurs, il a été présélectionné pour représenter l'Espagne lors du Concours Eurovision de la chanson de 1977. En 1985, l'Espagne atteint la 14e place du Concours Eurovision de la chanson grâce à la chanson de Paloma San Basilio, La fiesta terminó. Les influences de Paloma San Basilio sont variées, allant des artistes comme Les Beatles, Sarah Vaughan, Billie Holiday ou Barbara Streisand jusqu'à des artistes qu'elle écoute souvent lorsqu'elle séjourne à Séville, tels que Lola Flores ou Garcia Montes, ce qui ne permet pas de la catégoriser dans un genre musical bien défini.
Le 23 octobre 1978, elle a enregistré son album En Directo au Teatro Monumental à Madrid, où l'on peut trouver l'une de ses chansons les plus connues "Beso a beso... dulcemente" ainsi que des versions de chansons classiques de chanteuses internationales en solo - comme "I Say a Little Prayer" (Aretha Franklin), "People" (Barbra Streisand), "Parole Parole" (Mina) et "Sweet Sadie the Savior" (Patti Austin).
La même année, l'album a été de nouveau publié pour les fans latino-américains, comprenant des versions telles que "Ahora" ("Ancora, ancora, ancora", de la chanteuse italienne Mina) et "Sobre el arcoiris", tiré du film The Wizard of Oz (Over the Rainbow) qu'elle a enregistrées en espagnol. Elle a également ajouté une chanson qu'elle a elle-même écrite, "Atardecer". L'album comportait deux singles. Le premier single "Secretos" de Bebu Silvetti et de Miguel Tottis est une chanson disco avec des notes élevées. Le deuxième single, "Beso a beso... dulcemente", qui était aussi le nom de l'album, est devenu l'un de ses plus grands succès et est maintenant un classique dans son répertoire.
Au cours de sa carrière, elle aura vendu plus de 16 millions de disques.
En 2021, le ministère de l'Éducation, de la Culture et des Sports espagnol lui remet la médaille d'or du mérite des beaux-arts.

## Discographie
- Sombras (1975)
- Dónde vas/ El color del mar (1977, single)
- Beso a beso... dulcemente (1978)
- En directo (1978)
- Evita (comédie musicale) (1980)
- Ahora (1981)
- Dama (1983)
- Paloma (1984)
- La Cenicienta del Palace (1985)
- Las Leandras (1985)
- El sobre verde (1985)
- La Fiesta Terminó (1985)

En vivo (1985)
- Vuela alto (1986)
- Grande (1987)
- La sinfonía de los tres tiempos de América (1988)
- Vida (1988)
- Nadie como tú (1990)
- Quiéreme siempre (1990)
- Plácido, Paloma por fin juntos (1991)
- De mil amores (1991)
- Paloma mediterránea (1992)
- Al este del edén (1994)
- Como un sueño (1995)
- Clásicamente tuya (1997)
- El hombre de La Mancha (comédie musicale) (1997)
- Perlas (1999)
- Escorpio (2001)
- My Fair Lady (comédie musicale) (2001)
- Eternamente, grandes éxitos de grandes musicales (2002)
- La música es mi vida (compilation) (2003)
- Víctor Victoria (comédie musicale) (2005)
- Diva (compilation) (2006)
- Invierno Sur (2006)
- Encantados (2008)
- Amolap (2012)
- Las canciones de mi vida (2015)